# マヨルカ鉄道

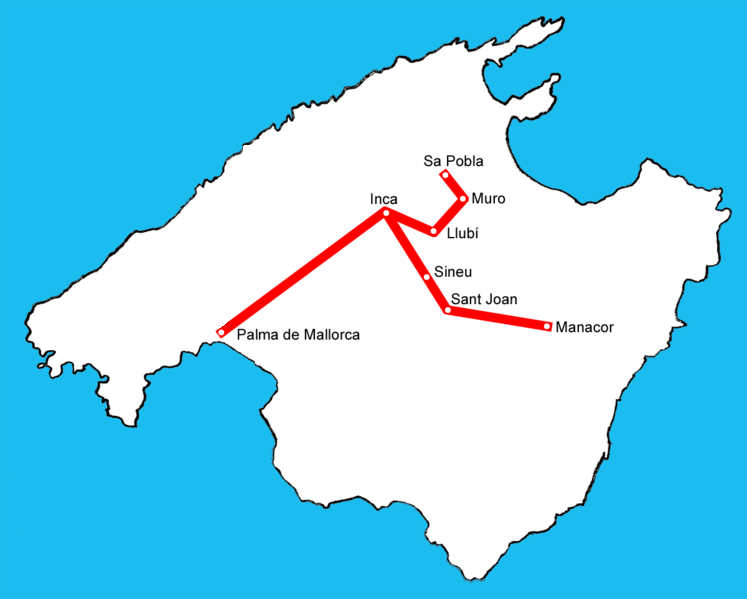
路線図

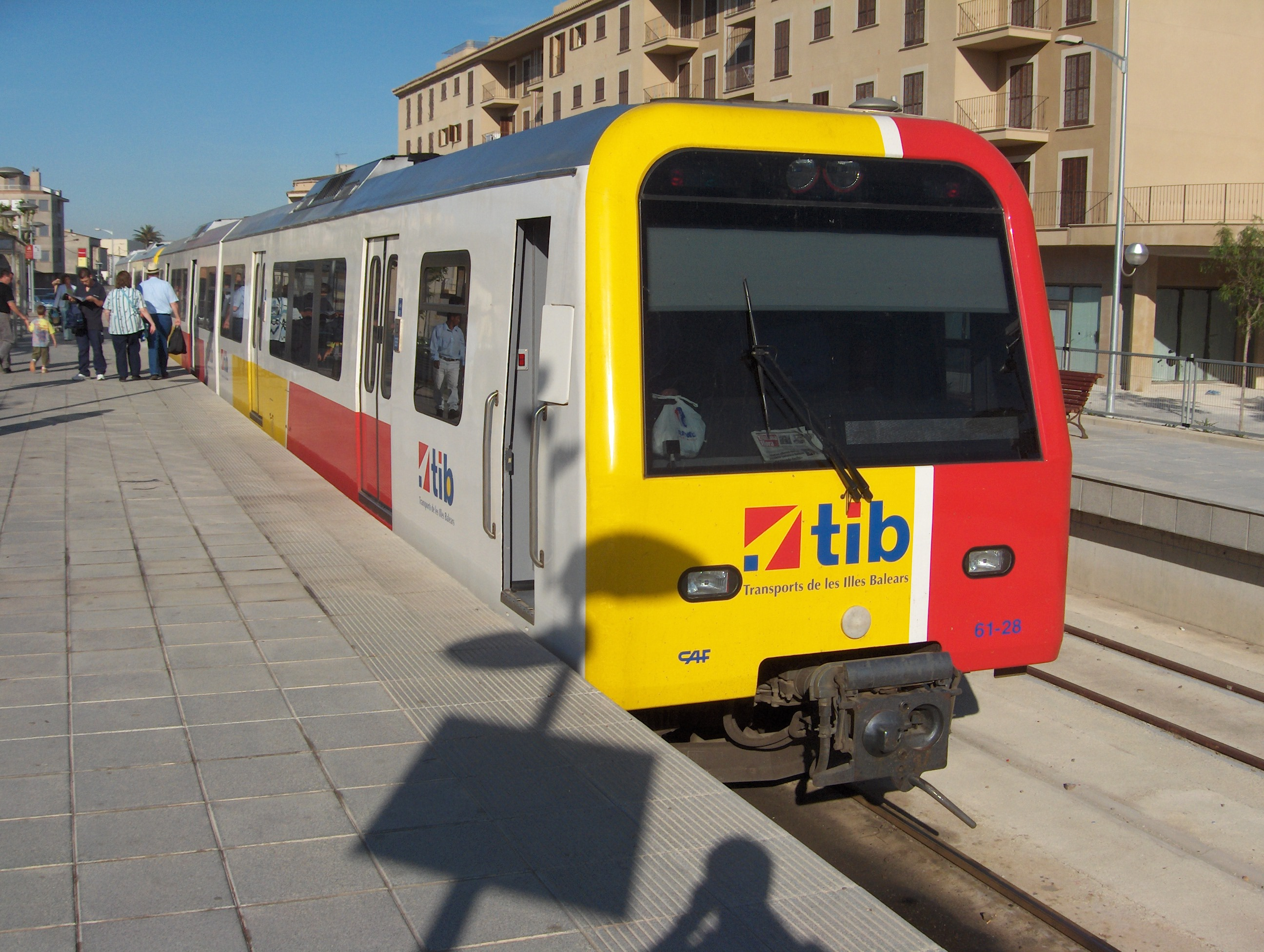
マヨルカ鉄道の現有車両

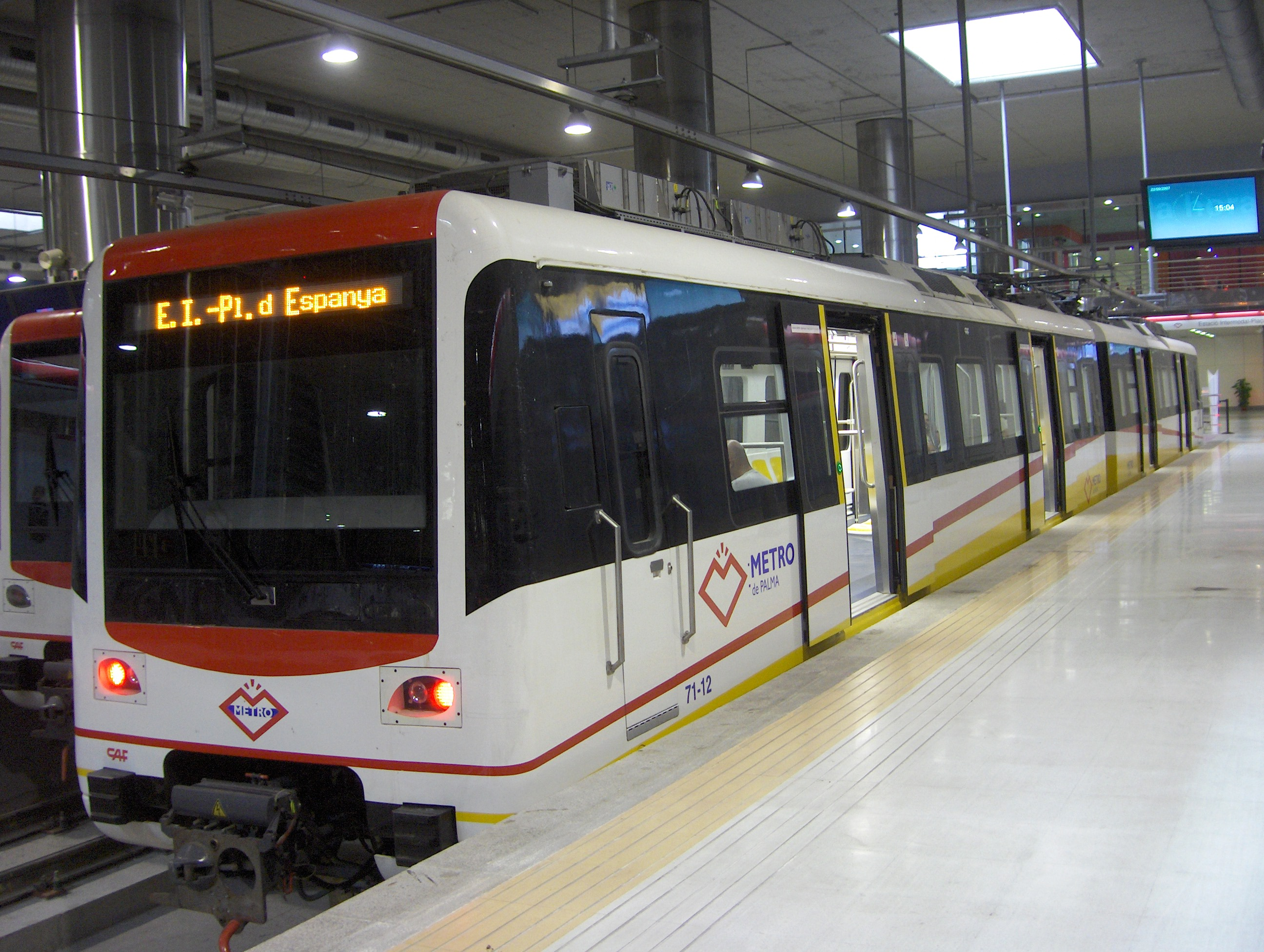
パルマメトロの車両

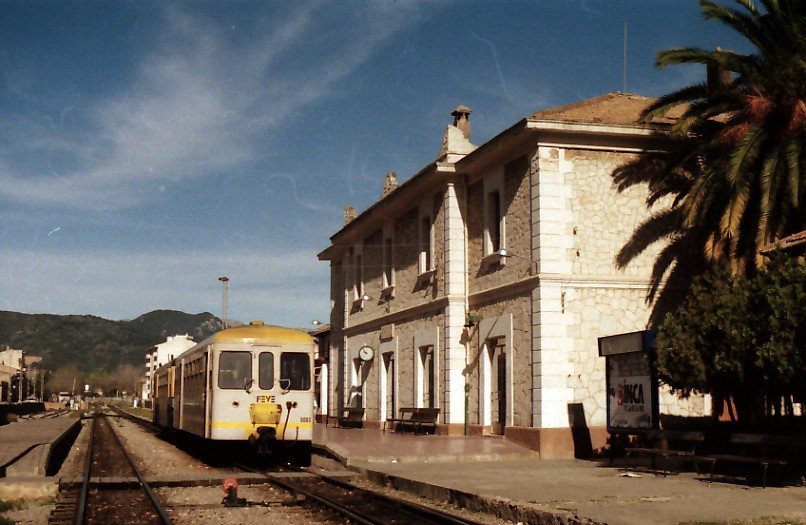
インカ駅舎と旧スペイン狭軌鉄道時代の車両、1990年撮影。

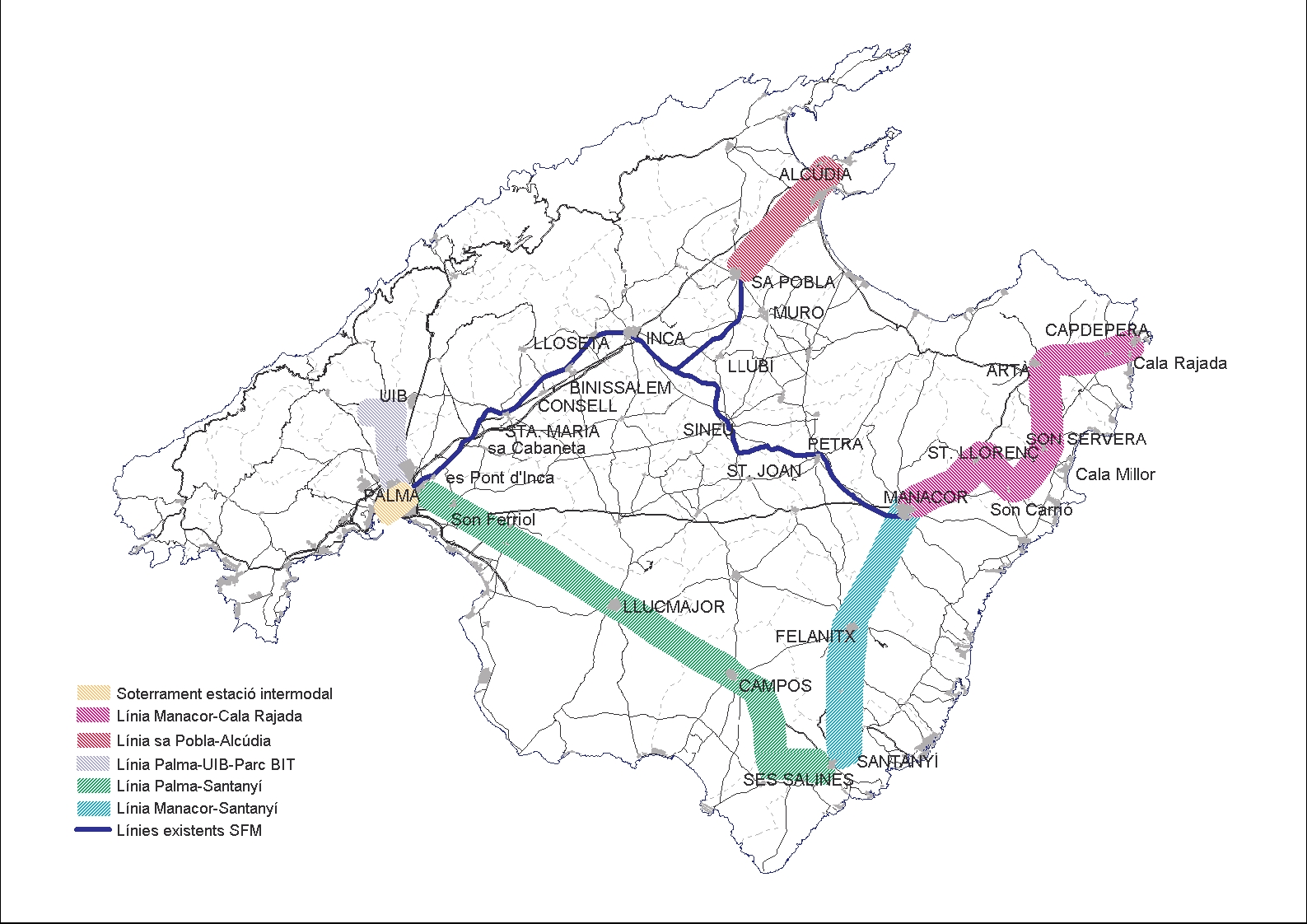
計画中の路線網

マヨルカ鉄道（カタルーニャ語:Serveis de Mallorca Ferroviaris）は、スペイン・バレアレス諸島・マヨルカ島で運行されている鉄道。

## 概要
パルマ・デ・マヨルカと、インカの間の、スペイン狭軌鉄道が運営していたメーターゲージの非電化鉄道を、1994年に引き継いで発足した鉄道事業者である。その後、2000年と2003年には廃線となっていた支線を整備し運行を再開させた。また、2007年4月25日には、パルマに新たに開設されたプラサ・ダスパーニャ駅からバレアレス諸島大学駅までの、メーターゲージの電化鉄道であるパルマ地下鉄を開業させた。

## 路線
郊外線
パルマ・スペイン広場駅から発着し、インカでSA Pobla方面とマナコル方面に分岐する。現在、3系統運行されている。
- ■L1
  - パルマ・スペイン広場駅 - インカ駅
- ■L2
  - パルマ・スペイン広場駅 - インカ駅 - SA Pobla駅
- ■L3
  - パルマ・スペイン広場駅 - インカ駅 - マナコル駅

パルマ地下鉄
2007年に開通し1路線が運行中。Estación de Son Sardina駅は地上を走る。
- パルマ・スペイン広場駅 - バレアレス諸島大学駅